# Огоньчик (герб)
Огоньчик (пол. Ogończyk, Cauda, Hogon, Ogon, Ogoniec, Powała, Pogończyk) — польский дворянский герб.

## Описание и легенда
В красном поле половина летящей вверх серебряной стрелы (или якоря), воткнутой в половину кольца в виде радуги, золотого (иногда серебряного) цвета. Над короной подняты к небу две женские по плечо руки.
Герб этот перешёл в Польшу из Моравии, и начало его, также как название и фигура, объясняется так: около 1100 г., во время неприятельского нашествия на Моравию, была окружена в своем доме и взята в плен благородная девица герба Одровонж. От несчастья её спас Пётр Радзиков в то время, как она, простёрши руки к небу, молила о помощи. В награду за подвиг девица, дав своему избавителю половину кольца, обещала выйти за него замуж, что действительно и исполнила. Сын Петра Радзикова назывался Огонь, отчего и герб его стал именоваться Огоньчиком. Из Огоньчика и положенной под ним Леливы составлен герб князей Острожских
.

## Герб используют
Афри (Afri), Аклевичи (Aklewicz), Акулевичи (Akulewicz), Авгинские (Auginski), Августиновские (Augustynoski, Augustynowski), Азаревичи, Балинские (Balinski), Барловские (Barlowski), Бенедиктовичи (Benedyktowicz), Беревские (Berewski), Бялоблоцкие (Bialoblocki), Беховские (Biechowski), Белицкие (Bielicki), Бликовские (Blikowski), Блехи (Блох, Bloch), Блем (Blom), Богорские (Bogorski), Богурские (Bogurski), Бониславские (Bonislawski), Борковские (Borkowski), Боровецкие (Borowiecki), Боровские (Borowski), Борисевичи, Борисовичи (Борисевичи, Borysowicz, Borysewicz), Броневские (Broniewski), Брухан (Bruchan), Буковецкие (Bukowiecki), Булаты (Bułat), Бутовецкие (Butowiecki), Хмелевские (Chmielewski), Ходорецкие (Chodorecki), Худзинские (Chudzinski), Хвали (Chwal), Цехолевские (Ciecholewski), Цеплинские (Cieplinski), Цвикловские (Земборовские, Cwiklowski alias Ziemborowski), Цим (Cym), Чарнолуцкие (Czarnolucki), Чарноруцкие (Чарнорудские, Czarnorucki, Czarnorudzki), Чарнотульские (Czarnotulski), Черские (Czerski), Чихровские (Czychrowski, Cichrowski), Чишковские (Czyszkowski), Дальковские (Dalkowski), Домбровские (Dabrowski), Добецкие (Dobiecki), Добруховские (Dobruchowski), Домаевские (Domajewski, Domajowski), Дрогославы (Drogoslaw), Дрвалевские (Drwaleski, Drwalewski), Држевецкие (Drzewiecki), Дзялынские (Dzialynski), Дзенциоловские (Dzieciolowski, Dzieciolowski z Dzieciolowa, Dzienciolowski), Фальковские (Falkowski), Гливичи (Gliwicz), Гочевские (Goczewski), Годзишевские (Godziszewski), Гольбицкие (Golbicki), Голенские (Golenski, Golinski), Голембские (Golebski), Голубицкие (Golubicki), Горницкие (Gornicki), Горынские (Gorynski), Горжеховские (Gorzechowski), Горжицкие (Gorzycki), Гродзицкие (Grodzicki), Гротковские (Grotkowski), Гайко (Hayko), Гайковичи (Hajkowicz), Городенские (Horodenski), Идзиковские (Idzikowski), Яцевичи (Jacewicz), Якимовичи (Jakimowicz), Якубовские (Jakubowski), Янчевские (Janczewski), Янковские (Jankowski, Jankowski Jadzwing), Яроши (Jarosz), Юшинские (Juszynski), Кадзидловские (Kadzidlowski, Kadziloski), Каменские (Kamienski), Каминские (Kaminski), Киевские (Kijewski, Kijowski), Киркили (Kirkil), Клочко (Kloczko), Клочковские (Kloczkowski), Клодские (Klodzki), Клодзковские (Klodzkowski), Коблевские (Koblewski), Коханские (Kochanski), Коньчи (Koncza), Коньчицы (Konczyc), Корецкие (Korecki), Корженевские (Korzeniowski), Косцелецкие (Koscielecki), Косцельские (Koscielski), Костолицкие (Kostolicki), Котлевские (Kotlewski), Котлинские (Kotlinski), Котвинские (Kotwinski), Котынские (Kotynski), Козиоровичи (Koziorowicz), Крафт (Kraft), Крушевские (Kruszewski), Крынковские (Krynkowski), Куцинские (Kucinski), Кучборские (Kuczborski), Кучковские (Kuczkowski), Кучинские (Kuczynski), Кулинские (Kulinski), Кумельские (Kumelski), Кушели (Kuszel), Кутновские (Kutnowski), Квятковские (Kwiatkowski), Лястынские (Lastynski), Лесевские (Lesiewski, Lesiowski), Лежайские (Lezajski), Лезницкие (Leznicki), Лисовские (Lissowski), Ледовские (Lodowski), Лазенские (Лазинские, Lazienski, Lazinski), Летовские (Letowski z Letowa), Лентовские (Letowski), Лодзята (Lodziata), Луковские (Lukowski), Магнушевские (Magnuszewski), Маковские (Makowski), Маляновские (Malanoski, Malanowski), Мальские (Malski), Малюшины-Золтовские (Maluszyn-Zoltowski), Марциновские (Marcinowski), Маркусы (Markus), Марштины (Marsztyn), Монковские (Маковские, Makowski), Менцинские (Менчинские, Mecinski, Meczynski), Мержвинские (Mierzwinski), Мияковские (Mijakowski), Миколаевские (Mikolajewski), Мирославские (Miroslawski), Мневские (Mniewski), Мнишек (Mniszek), Моравец (Morawiec), Муржиновские (Murzynoski, Murzynowski), Мыслаковские (Myslakowski), Недржвицкие (Niedrzwicki), Недржвинские (Niedrzwinski), Недзвецкие (Niedzwiecki, Niedzwiedzki), Новацкие (Nowacki), Обрампальские (Obrapalski), Огановские (Oganowski), Огонь (Ogon), Огоньчики (Ogonczyk), Огоновские (Ogonowski), Опруты (Opruth), Осталовские (Ostalowski), Островицкие (Ostrowicki), Пацына (Pacyna), Пачинские (Paczynski), Падзевские (Padzewski), Папроцкие (Paprocki), Парфяновичи (Parfianowicz), Паруль (Parul), Патынские (Patynski), Пясковские (Piaskowski), Пенчинские (Piaczynski), Пентковские (Piatkowski), Пиотровичи (Петровичи, Piotrowicz), Пискаржевские (Piskarzewski), Подрезы (Podrez), Погоновские (Pogonowski), Погорские (Pogorski), Повала (Powala), Прошинские (Proszynski), Прушковские (Pruszkowski), Прушинские (Pruszynski), Радоевские (Radojewski), Радост (Radost), Радзиковские (Radzikowski), Рашковские (Raszkowski), Рдултовские (Rdultowski), Решновские (Resznowski), Росновские (Rosnowski), Рошковские (Roszkowski), Рожновские (Roznowski), Рожинские (Rozynski), Ружицкие (Rozycki), Руцинские (Rucinski), Ручинские, Рудовские (Rudowski), Русковские (Ruskowski), Саковские (Sakowski), Сангав (Sangaw), Сидоровичи (Sidorowicz), Сечковские (Sieczkowski), Седлевские (Siedlewski), графы и дворяне Сераковские (Sierakowski), Сешковские (Sieszkowski), Северские (Siewierski), Скарбек (Skarbek), Скарбенские (Skarbienski), Скоржевские (Skorzewski, Skorzewski Drogoslaw na Skorzewicach), Скржипенские (Skrzypienski, Skrzypinski), Скваские (Skwaski), Смогоржовские (Smogorzowski), Соколовские (Sokolowski), Сонгины (Songin), Стаховские (Stachowski), Станиславовичи (Stanislawowicz), Станские (Stanski), Старосельские (Starosielski), Стржегоцкие (Strzegocki), Суходольские (Suchodolski), Суленские (Sulenski), Суши (Susz), Свенцинские (Свецинские, Swiecinski), Швыковские (Szwykowski), Свидерские (Swiderski), Токарские (Tokarski), Толвинские (Tolwinski), Трояны (Trojan), Трояновские (Troianoski, Trojanowski), Тржебенские (Trzebienski), Тржебуховские (Trzebuchowski), Тржецяки, Твардовские (Twardowski), Уляновские (Ulanowski), Валовские (Walowski), Веренич-Стаховские (Wereniczowie-Stachowscy), Весоловские (Wesolowski), Видлицкие (Widlicki), Верценские (Wiercienski), графы и дворяне Веселовские (Wiesiolowski, Wiesollowski), Вилямовичи (Wilamowicz), Вировские (Wirowski), Влевские (Wlewski), Влошиновские (Wloszynowski), Войдаг (Wojdag), Волинские (Wolinski), Вольские (Wolski), Войшики (Woyszyk), Выдзержевские (Wydzierzewski), Высоцкие (Wysocki), Заброцкие (Zabrocki, Zabrodzki), Загаевские (Zagajewski), Закржевские (Zakrzewski), Залеские (Zaleski), Заорские (Zaorski), Зарпальские (Zarpalski), Збоинские (Zboinski), Зельские (Zelski), Зеновьевичи (Zenowiewicz), Зрзельские (Zrzelski), Звольские (Zwolski), Жегровские (Zegrowski), Жерницкие (Zernicki), Жолтовские (Жултовские, Zoltowski), Жулвинские (Zolwinski), Жуковские (Zukowski).
Огоньчик изм.
Буховецкие (Buchowiecki, Bukowiecki), Дрогославы (Drogoslaw), Дзялынские (Dzialynski), Гротковские (Grotkowski), Якимовичи (Iakimowicz, Jakimowicz), Коньча (Koncza), Кучборские (Kuczborski), Скоржевские (Skorzewski), Веселовские (Wiesiolowski). 